# Kerrville
Kerrville är administrativ huvudort i Kerr County i Texas. Orten har fått sitt namn efter militären James Kerr. Enligt 2020 års folkräkning hade Kerrville 24 278 invånare.

## Kända personer från Kerrville
- John Mahaffey, golfspelare